# Festival Internacional de Cinema de San Francisco
El Festival Internacional de Cinema de San Francisco (abreujat com a SFIFF), organitzat per la San Francisco Film Society, se celebra cada primavera durant dues setmanes, presentant unes 200 pel·lícules de més de 50 països. El festival destaca les tendències actuals de la producció internacional de cinema i vídeo amb èmfasi en treballs que encara no s'han assegurat la distribució als Estats Units. El 2009, va atendre uns 82.000 clients, amb projeccions celebrades a San Francisco i Berkeley.
El març de 2014, Noah Cowan, antic director executiu del Festival Internacional de Cinema de Toronto, es va convertir en director executiu de la SFFS i SFIFF, en substitució de Ted Hope. Abans d'Hope, el festival va ser breument encapçalat per Bingham Ray, que va exercir com a director executiu de SFFS fins a la seva mort després de només deu setmanes a la feina el gener de 2012. Graham Leggat es va convertir en el director executiu de la San Francisco Film Society el 17 d'octubre de 2005. El Leggat, nascut a Escocès, va morir el 25 d'agost de 2011 d'un càncer, a 51 anys.
La 63a edició del festival, va ser programada inicialment l'abril de 2020, però finalment es va ajornar al 2021 a causa de la pandèmia COVID-19 en curs.

## Història
Fundat el 1957 per l'exhibidor de cinema Irving "Bud" Levin, el SFIFF va començar com un esforç filantròpic per assegurar el lloc de San Francisco en l'escena artística internacional, així com exposar els locals al cinema com a forma d'art. Throne of Blood d' Akira Kurosawa i Pather Panchali de Satyajit Ray van ser algunes de les pel·lícules que es van projectar al primer festival.
Un dels obstacles dels primers anys va ser la manca de suport dels principals estudis de Hollywood, els motius suggerits eren l'amenaça creixent de l'atractiu de les pel·lícules internacionals i la por que el festival allunyés l'atenció comercial dels Oscars. No va ser fins al 1959 que una gran pel·lícula nord-americana, Henry King 's Beloved Infidel, protagonitzada per Gregory Peck i Deborah Kerr, va actuar al SFIFF.